# Vesime
Vesime là một đô thị ở tỉnh Asti vùng Piedmont thuộc Ý, nằm ở vị trí cách khoảng 60 km về phía đông nam của Torino và khoảng 30 km về phía nam của Asti. Tại thời điểm ngày 31 tháng 12 năm 2004, đô thị này có dân số 683 người và diện tích là 13,5 km².
Vesime giáp các đô thị: Castino, Cessole, Cossano Belbo, Perletto, Roccaverano, Rocchetta Belbo và San Giorgio Scarampi.